# William Foulke
Ne pas confondre avec le footballeur anglais Bill Foulkes.
William Henry Foulke, surnommé Fatty Foulke, né le 12 avril 1874 à Dawley dans le Shropshire et mort le 1er mai 1916 à Sheffield, est un joueur international de football anglais.

## Biographie

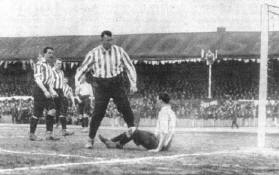
Foulke lors de la finale de la FA Cup 1901.

Réputé pour son physique exceptionnel, Foulke se fait connaître en tant que gardien de but de Sheffield United où il évolue dix saisons, avant de terminer sa carrière sous les couleurs de Chelsea puis Bradford City. Il est sélectionné une fois en équipe d'Angleterre, en 1897 pour un match face au pays de Galles.
Il apparaît en 1998 dans la liste des Football League 100 Legends (en), récompensant cent joueurs ayant marqué l'histoire du championnat d'Angleterre de football. 
Découvert au sein de Blackwell Miners Welfare FC, une équipe de village, lors d'une coupe du Derbyshire, Foulke est signé par Sheffield United. Il dispute son premier match le 1er septembre 1894 face à West Bromwich Albion et connaît rapidement un certain succès avec son équipe, qui remporte le championnat d'Angleterre en 1898 puis la FA Cup en 1899 et 1902. Lors de cette dernière finale, il agresse après le premier match l'arbitre, coupable à ses yeux d'avoir validé le but égalisateur de Southampton FC en toute fin de match. En match d'appui il réalise une grande performance qui permet à son club de l'emporter finalement. Populaire, il dispute également quatre matchs de championnat avec le Derbyshire County Cricket Club en 1900.
En 1905, il est recruté par Chelsea où il est nommé capitaine. Son caractère très fort et sa taille (à la fin de sa carrière, son poids est estimé à près de 150 kg) en font alors un joueur très populaire, qui attire les foules au stade. Il ne reste cependant qu'un an avant signer une dernière pige à Bradford City. Foulke meurt en 1916, à 42 ans, dans un certain dénuement, d'une cirrhose.

## Palmarès
Sheffield United
- Championnat d'Angleterre de football
  - Champion : 1898
  - Vice-champion : 1897 et 1900
- FA Cup
  - Vainqueur : 1899 et 1902
  - Finaliste : 1901